# Ariete (arma)

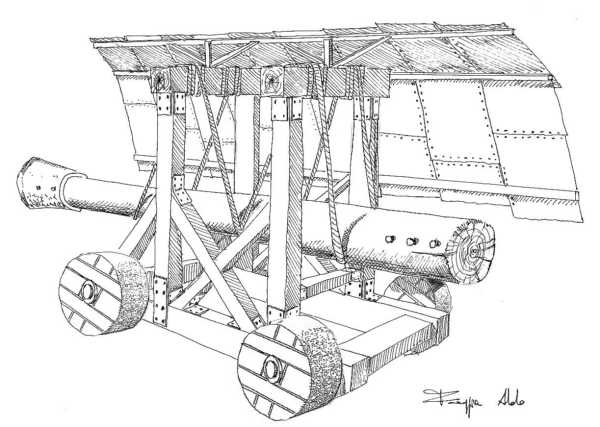
Ricostruzione di ariete corazzato

L'ariete è un'arma da assedio. Veniva usato per sfondare le porte di accesso delle fortezze e dei castelli, o le mura quando non erano particolarmente spesse, praticandovi delle brecce. Probabilmente inventato dagli Assiri nel IX-VIII secolo a.C., fu usato per la prima volta in occidente dagli spartani nel 427 a.C. durante l'assedio di Platea. 

## Costruzione
Quest'arma è costituita essenzialmente da una grossa trave, solitamente ricavata dal fusto di un albero, la cui estremità è rinforzata da una calotta di metallo. La calotta spesso aveva la forma di una testa di ariete, da cui il nome della macchina.

## Uso
L'ariete veniva utilizzata facendo cozzare la testa della macchina con forza e ripetutamente contro il bersaglio fino a distruggerlo. La spinta veniva inizialmente prodotta da soldati che correvano sorreggendo sulle braccia il tronco facendo in modo di farlo impattare con la maggior violenza possibile. In seguito, con l'aumentare dello spessore delle mura e dei portali, fu necessario inserire l'ariete in una struttura munita di ruote e sospenderlo con funi per conferirgli la massima forza dinamica e aumentarne la potenza distruttiva. In questo modo si otteneva il movimento del tronco facendolo oscillare per farlo sbattere sul bersaglio, ed era facilitata la possibilità di replicare i colpi fino allo sfondamento dell'ostacolo.
Per proteggere i soldati addetti all'ariete dagli attacchi avversari sia in fase di avvicinamento alla fortezza, sia durante tutta la fase di sfondamento, l'ariete venne, in seguito, protetto da una struttura in legno tale da coprirlo integralmente ad eccezione di un foro dal quale usciva la trave per colpire. Il rivestimento veniva poi imbottito di pelli umide o lamine di metallo, così da proteggere l'arma dai fuochi con i quali i difensori tentavano di incendiarla. Da ciò deriva il nome di ariete testudinaria, termine usato dai romani. I romani a volte lo fissavano alla base di torri mobili per impegnare il nemico alla base e all'apice delle mura.

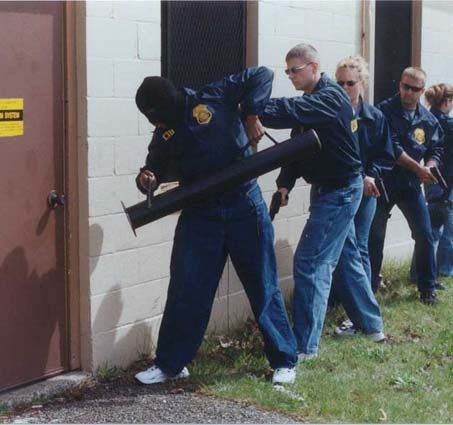
Un moderno ariete usato dalle forze di polizia

## Arieti moderni
Arieti di piccole dimensioni in metallo sono usati ancora oggi in alcune occasioni dalle forze di polizia e dai militari per sfondare le porte.
Per estensione si indica in genere con ariete un oggetto allungato che ha lo scopo di colpire e danneggiare un bersaglio dopo essere stato spinto con forza contro di esso. Un ariete di questo tipo è ad esempio quello usato per i crash test.